# Storia della Repubblica Ceca

Stemma della Repubblica Ceca, adottato dal 1992, composto dai carichi araldici rappresentanti la Boemia, la Moravia e la Slesia

Nota: nella lingua ceca non esiste distinzione tra gli aggettivi boemo e ceco (Český).

## Antichità
Alcuni storici di epoca romana fanno un chiaro riferimento alla Boemia riferendosi ad essa con il nome di Boiohaemum (ovvero la terra dei Boi). Poiché gran parte del territorio boemo era teatro delle Invasioni barbariche soprattutto da parte delle tribù dei Germani e degli Slavi, la parte occidentale della Boemia venne fatta oggetto di conquista nel I secolo a.C. da parte delle tribù germaniche, probabilmente i Suebi e Quadi e nello specifico le tribù dei Marcomanni. Ciò indusse le popolazioni dei Boi a spostarsi per la maggior parte verso ovest, nei territori della moderna Svizzera e nel sudest della Gallia, mentre le popolazioni che restarono vennero ben presto assorbite dai Marcomanni. Dopo un'ulteriore migrazione dei Marcomanni verso sudovest, nel VI secolo d.C. il territorio boemo e moravo da essi occupato fu colonizzato da popolazioni slave.
Nel VII secolo la Moravia fu il cuore del primo regno slavo, il Regno di Samo, estendendosi dal fiume Váh fino ai Tatra. All'inizio dell'VIII secolo la Moravia meridionale era soggetta all'influsso avaro, al quale pose fine il re franco Carlo Magno.

## La Grande Moravia

Moravia nel 833

Alla fine dell'VIII secolo si costituì il Principato di Moravia, nell'area corrispondente all'odierna Moravia sud-orientale, a Záhorie nella Slovacchia sud-occidentale e a parti dell'Austria Inferiore. Nell'833 questo divenne lo Stato della Grande Moravia, con la conquista del Principato di Nitra (l'odierna Slovacchia e parti dell'Ungheria settentrionale). La Grande Moravia raggiunse la sua massima espansione territoriale negli anni 890, sotto il regno di Svatopluk I. A quell'epoca l'impero occupava il territorio delle odierne Repubblica Ceca e Slovacchia, la parte occidentale dell'odierna Ungheria (Pannonia), oltre alla Lusazia (nell'odierna Germania) e alla Slesia e al bacino dell'alta Vistola (nella Polonia Meridionale). Dopo la morte di Svatopluk, nell'895, i principi moravi lasciarono il regno per diventare vassalli di Arnulfo di Carinzia, e lo Stato moravo cessò di esistere dopo essere stato schiacciato dagli invasori Magiari nel 906-7.
A seguito della sconfitta di questi ultimi da parte dell'imperatore Ottone I di Sassonia, nella battaglia di Lechfeld del 955, l'alleato di Ottone, Boleslao I přemyslide, re di Boemia, ricevette la Moravia. Boleslao I di Polonia si annetté la Moravia nel 999, e la governò fino al 1019, quando il principe přemyslide Bretislao la riconquistò. Alla morte del padre nel 1035, Bretislao divenne anche regnante di Boemia. Nel 1054, Bretislao decretò che le terre boeme e morave sarebbero state ereditate assieme per primogenitura, anche se dispose che il suo figlio minore dovesse governare parte della Moravia come vassallo del fratello maggiore.

## Il Regno di Boemia

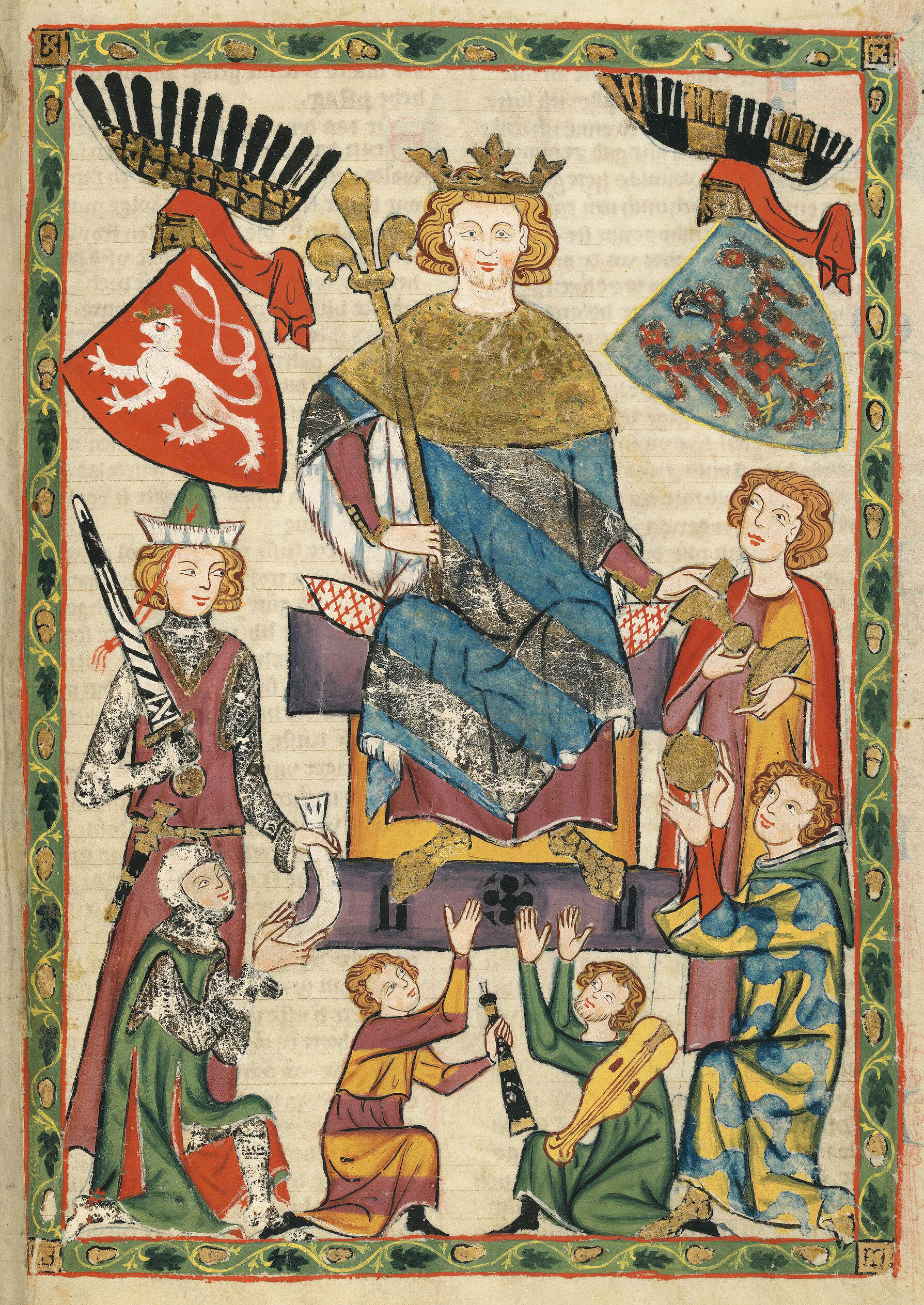
Venceslao II rappresentato nel Codex Manesse

### La dinastia dei Přemyslidi
Dopo essersi liberati dalla dominazione degli Avari nel VII secolo, gli abitanti di origine slava della Boemia vennero governati, a partire dal IX secolo dalla dinastia dei Přemyslidi, che continuò a regnare fino al 1306. Con la conversione del territorio boemo alla religione cristiana (che parzialmente avvenne già quando ebbe luogo il battesimo dei quattordici duchi boemi dell'845), vennero strette nuove alleanze con i regni franchi dell'allora Impero Carolingio, che avrebbero poi costituito il nocciolo del Sacro Romano Impero, di cui la Boemia divenne uno Stato indipendente a partire dal X secolo.
Il primo sovrano a fare uso del titolo di Re di Boemia fu il duca della dinastia přemyslide Vratislav II nel 1085, seguito da Vladislav II nel 1158, tuttavia i loro eredi continuarono a fare uso del titolo nobiliare di duchi. Il titolo di re divenne definitivamente ereditario a partire dal 1198 sotto il regno di Ottocaro I.
Per tutta l'era přemyslide , i principi giovani spesso governarono tutta o parte della Moravia da Olomouc, Brno o Znojmo, con diversi gradi di autonomia rispetto al regnante di Boemia. La Moravia raggiunse il massimo dell'autonomia nel 1182, quando l'imperatore Federico I elevò la Moravia allo status di margraviato (o marca), direttamente soggetto all'imperatore e indipendente dalla Boemia. Questo status ebbe vita breve: nel 1197 Vladislao III di Boemia risolse la disputa sulla successione tra lui e il fratello Ottocaro abdicando dal trono boemo e accettando il margraviato di Moravia come vassallo della Boemia.

### Lussemburgo, Asburgo e la guerra hussita

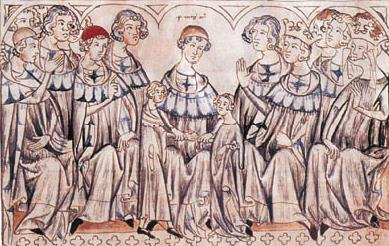
Matrimonio di Giovanni I di Lussemburgo e Elisabetta di Boemia, erede dei Přemyslidi a Spira nel 1310.

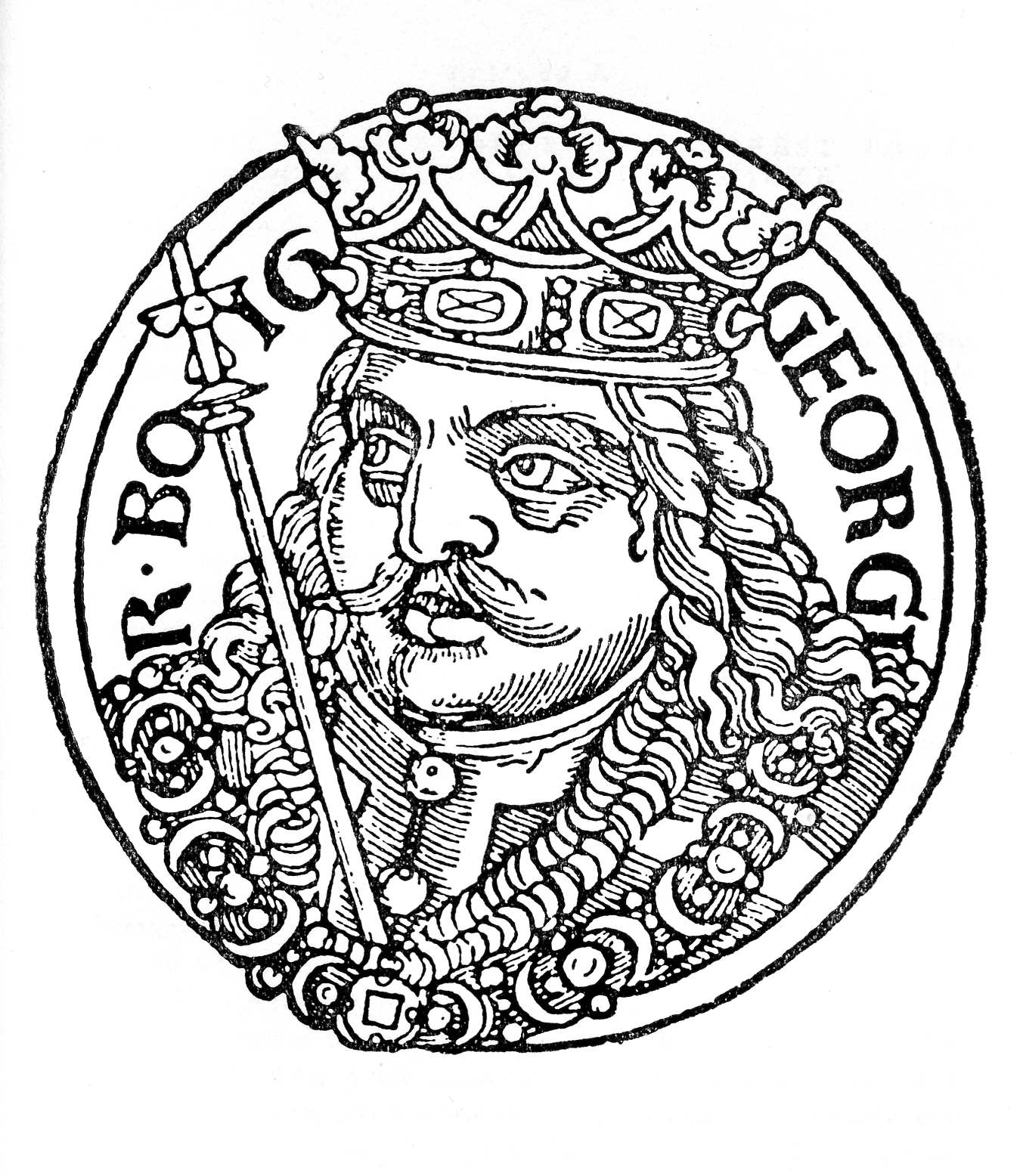
Giorgio di Poděbrady, primo re hussita di Boemia

La dinastia přemyslide si estinse nel 1306, e nel 1310, Giovanni di Lussemburgo divenne re di Boemia. Moravia e Boemia rimasero alla dinastia di Lussemburgo di re e imperatori tedeschi fino a quando vennero ereditate da Alberto II d'Asburgo nel 1437.
Sin dal 1310 la Boemia (e la Moravia e la Slesia a essa sottoposte) era divenuta possedimento di una dinastia "straniera", quella dei Lussemburgo.
Nel 1378, alla morte dell'imperatore Carlo IV (re di Boemia con il nome di Carlo I), era salito al trono il figlio di quest'ultimo, Venceslao IV, osteggiato dalla nobiltà nonché dal fratello Sigismondo.
Venceslao sarebbe morto nel 1419, poco dopo l'atto che avrebbe innescato la miccia rivoluzionaria hussita.
Fu il fratello a rivendicare la corona e a tentare di riportare all'obbedienza i rivoltosi, capeggiando contro di essi ben cinque crociate dagli esiti disastrosi. Solo nel 1436 riuscì, tramite l'accettazione dei Compactata, a insediarsi sul trono. Tuttavia sarebbe morto l'anno successivo senza eredi, e dopo una breve parentesi con Alberto II d'Asburgo, la corona Boema restò di nuovo senza testa nel 1439.
In questo vuoto di potere, durato fino al 1453 (l'Asburgo aveva lasciato un erede in grembo alla moglie, Ladislao il Postumo, che salirà al trono appunto in quell'anno), salirono alla ribalta alcune famiglie nobiliari tra cui i signori di Kunštát e Poděbrady, legati tra l'altro all'utraquismo. Tra il XIV e il XV secolo si afferma, inoltre, la figura dell'eroe nazionale Jan Žižka .
Giorgio di Poděbrady iniziò la sua carriera nell'amministrazione come prefetto della regione di Mladá Boleslav.
Riuscì ad entrare nell'organismo di governo della Boemia e nel 1448, in seguito ad un tentativo cattolico di annullare i Compactata da lui sventato, prese il posto di governatore del regno fino alla salita al trono di Ladislao, come già detto, nel 1453.
Tuttavia Ladislao venne a morte nel 1457, senza lasciare eredi.
A questo punto gli ordini del regno ne approfittarono per eleggere un monarca nazionale, e la scelta cadde su Giorgio, che nel 1458 fu incoronato re di Boemia e margravio di Moravia a dispetto delle vicine dinastie, Asburgo e Jagelloni. Nel 1466 papa Paolo II scomunicò Giorgio e vietò a tutti i cattolici di continuare a servirlo, e nel 1469, Mattia Corvino, re d'Ungheria, conquistò la Moravia. Questa venne riunita alla Boemia nel 1490, quando Ladislao Jagellone, che era succeduto a Giorgio come re di Boemia nel 1471, succedette anche a Matteo come re d'Ungheria. Nel 1526, il figlio di Vladislao, Luigi, morì in battaglia e Ferdinando I d'Asburgo venne eletto re di Boemia. La Moravia rimase assieme alla Boemia come possedimento asburgico fino al termine della prima guerra mondiale.

## Boemia e Moravia nell'Impero asburgico

Composizione etnica della popolazione nell'Impero austro-ungarico in base al censimento del 1910

Il potere passò di fatto alla casata austriaca nel 1526 e rimase ad essa fino al 1918, quando nacque la Cecoslovacchia.

### Ottocento
Nel XIX secolo Boemia e Moravia si trovavano alla periferia nord dell'Impero asburgico, ai confini della nuova potenza prussiana. Nel 1866, con la guerra austro-prussiana, i prussiani sconfissero gli asburgo nella battaglia di Sadowa (1866), invasero in poche settimane la Boemia e arrivarono a minacciare la stessa capitale austriaca (Vienna), costringendo la Casa d'Asburgo a firmare la resa. 
A seguito del successivo accordo bipartito con l'Ungheria del 1867 (Ausgleich), Boemia e Moravia restarono nella parte austriaca della duplice monarchia ( Cisleitania), mentre la Slovacchia passò sotto il controllo diretto di Budapest (Transleitania).
A seguito della primavera dei popoli, si diffusero nell'Impero asburgico movimenti nazionali. Tra questi, l'austroslavismo si prefiggeva il conseguimento dei propri obiettivi nazionali e nazionalistici all'interno dell'Impero asburgico anche attraverso la sua collaborazione. 
La finalità di tale movimento erano varie, dall'autodeterminazione dei cechi fino al trialismo sloveno e croato, ossia la costituzione di un terzo regno, accanto ad Austria ed Ungheria che avrebbe dovuto comprendere sloveni e croati ed appagare le loro aspirazioni nazionali.
L'austroslavismo venne proposto per la prima volta attorno alla metà dell'Ottocento dai liberali cechi, tra cui Karel Havlíček Borovský come opposizione al concetto di panslavismo ed in seguito venne completato da František Palacký.

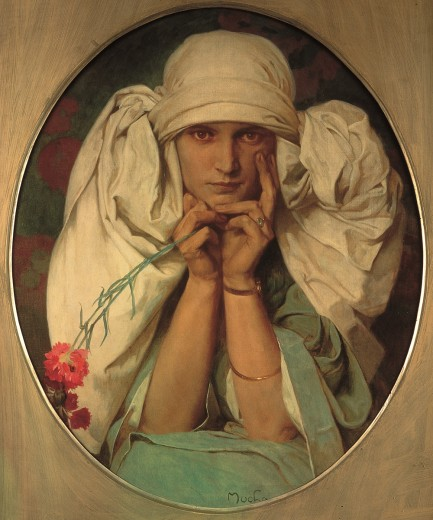
Alfons Mucha, Ritratto di Jaroslava. Negli anni '10 il pittore liberty si diede all'espressionismo romantico, dipingendo il ciclo dellEpopea Slava

Verso fine '800 prese piede in Boemia e Moravia il movimento panslavista detto dei Sokol, che reclamava pari diritti per i sudditi slavi della monarchia come per tedeschi e ungheresi, tanto che un congresso panslavo si era tenuto a Praga nel luglio 1908. Durante la crisi diplomatica dell'inverno seguente, i cechi presero senza esitazioni le parti dei serbi e, il giorno del 60º anniversario dell'ascesa di Francesco Giuseppe al trono, a Praga dovette essere dichiarata la legge marziale. Il conflitto nazionale si riversò sulla monarchia: le attività parlamentari furono tutte bloccate dall'ostruzionismo dei parlamentari cechi. Il primo ministro austriaco Beck si dimise nel novembre 1908; il suo successore, Richard von Bienerth-Schmerling, dopo aver concluso poco con un gabinetto di ministri civili, tentò di placare le nazionalità inserendo nel suo gabinetto dei Landsmannminister (rappresentanti nazionali) (febbraio 1909). Tuttavia l'ostruzionismo dei parlamentari slavi nel Reichsrat, il parlamento austriaco, continuò. I tedeschi, che controllavano il governo e l'amministrazione centrale, continuavano ad assegnare alla monarchia il ruolo di avamposto della cultura tedesca; parallelamente gli slavi volevano fare dell'Austria il punto di partenza per le aspirazioni nazionali slave. Il leader agrario ceco František Udržal affermò in parlamento: "Noi desideriamo salvare il parlamento austriaco dalla rovina assoluta, ma desideriamo salvarlo a pro degli slavi di Austria che formano i due terzi della popolazione del regno". Le aspirazioni slave furono tuttavia indebolite dall'atteggiamento dei polacchi che rimasero fedeli al governo centrale relegando il conflitto delle nazionalità a una disputa ceco-tedesca.
Anche il Partito Socialdemocratico d'Austria non riuscì a controllare gli antagonismi fra le diverse nazionalità al suo interno. Nel 1899, al congresso del partito a Brünn i socialdemocratici avevano presentato un programma di riforma nazionale basato su federalismo democratico che accordava il diritto delle decisioni nazionali a unità territoriali formate in base alla nazionalità. Karl Renner e Otto Bauer, che più tardi divennero leader del socialismo austro-tedesco, abbozzarono vari programmi per la soluzione del problema delle nazionalità in alcuni libri pubblicati tra il 1900 e il 1910. Tuttavia questi sforzi non riuscirono a impedire ai socialisti di dividersi anche lungo linee nazionali, tanto che nel 1910 i socialisti cechi si dichiararono indipendenti dal Partito Socialdemocratico d'Austria.

## Storia della Cecoslovacchia

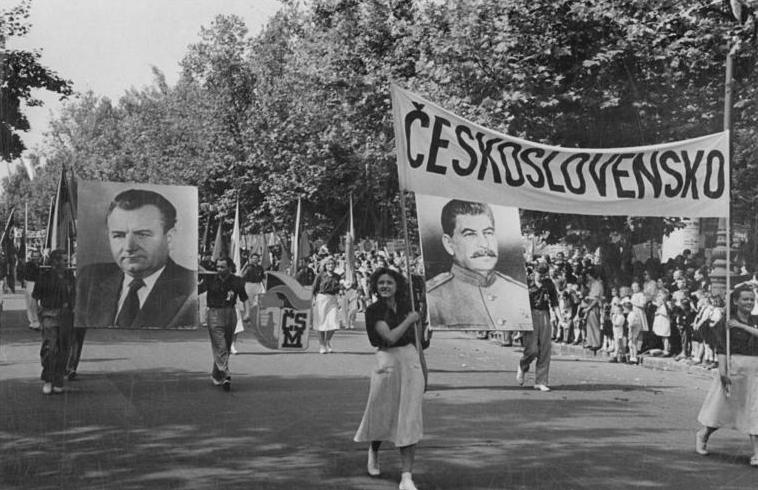
Delegazione cecoslovacca a Budapest nel 1949, con i ritratti di Gottwald e Stalin

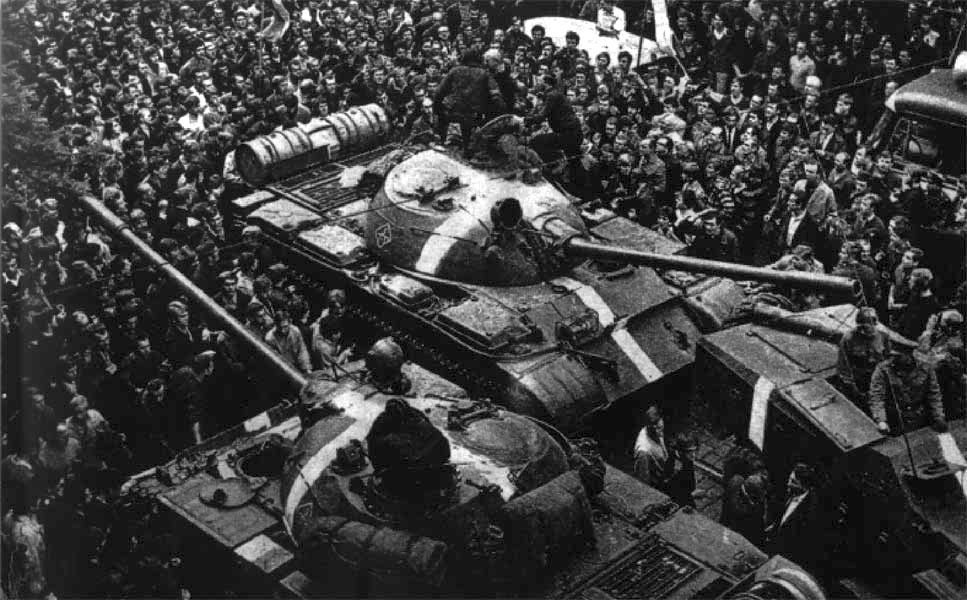
Invasione sovietica dopo la primavera di Praga, 1968

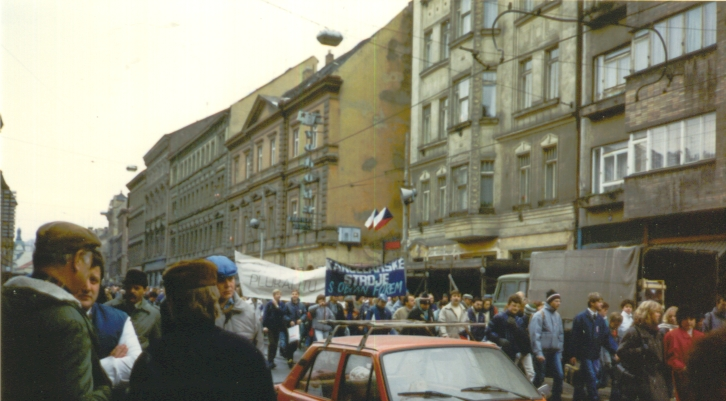
Corteo di protesta nel novembre 1989 a Praga (rivoluzione di velluto).

La lunga battaglia dei cechi contro i governatori austriaci e degli slovacchi contro gli ungheresi culminò durante la prima guerra mondiale, nel 1916, quando venne creato il Consiglio Nazionale Cecoslovacco.
L'indipendenza della Cecoslovacchia fu proclamata ufficialmente a Praga il 28 ottobre 1918. Gli slovacchi si unirono ufficialmente al nuovo stato due giorni dopo nella città di Martin. Fu adottata una costituzione temporanea e Tomáš Masaryk fu dichiarato Presidente il 14 novembre. Il Trattato di Saint Germain, firmato nel 1919, riconobbe formalmente la nuova repubblica. La nuova nazione aveva una popolazione di più di 13,5 milioni di abitanti. Ereditando il 70-80% delle industrie dell'Impero austro-ungarico (principalmente nelle terre ceche), la Cecoslovacchia si ritrovava una delle dieci nazioni più industrializzate al mondo.
Lo stato cecoslovacco era una democrazia parlamentare e stabilì che il ceco e lo slovacco fossero lingue ufficiali; il nuovo governo fu caratterizzato dalla stabilità: la presidenza Masaryk durò ben diciassette anni dato che egli venne succeduto nel 1935 da Edvard Beneš. 
Negli anni '30 la Cecoslovacchia, per via delle sue minoranze germanofone (tedeschi dei Sudeti) divenne uno dei nuovi obiettivi dell'irredentismo nazista. Alla Conferenza di Monaco del settembre 1938 Praga dovette cedere alla Germania nazista parti della Boemia, della Moravia e della Slesia. Neanche due mesi dopo il Primo Arbitrato di Vienna la costrinse a cedere anche la Slovacchia meridionale, a maggioranza magiara, all'Ungheria. Il 14 marzo 1939 la Slovacchia di Jozef Tiso ottenne l'indipendenza come stato satellite nazista. Hitler entrò quindi a Praga, stabilendo il Protettorato di Boemia e Moravia.
Gli esiliati cecoslovacchi a Londra organizzarono il governo cecoslovacco in esilio, che fu riconosciuto dagli Alleati e riprese controllo della Cecoslovacchia liberata a partire dal 1944. La fine della guerra vide l'espulsione dei tedeschi dei Sudeti (2,9 milioni), mentre la maggior parte degli ungheresi di Slovacchia decise di restare. La Rutenia subcarpatica fu inoltre ceduta all'URSS. Il governo cecoslovacco post-bellico era formato da una coalizione del Fronte Nazionale tra Comunisti, Social Democratici e Socialisti, oltre al Partito Popolare Cattolico (in Moravia) e il Partito Democratico.
Alle elezioni del 1946 il Partito Comunista di Cecoslovacchia (KSČ) si assicurò una larga maggioranza, anche se restarono minoritari in Slovacchia. Edvard Beneš continuò a detenere la carica di Presidente, mentre il leader comunista Klement Gottwald divenne Primo Ministro. In base agli ordini di Stalin, nel 1948 il partito comunista cecoslovacco assunse il potere tramite la minaccia di un golpe armato e di un intervento sovietico, ed espulse i non-comunisti dal governo (Colpo di stato cecoslovacco del 1948). Per vent'anni la Cecoslovacchia rimase a guida stalinista.
Nel 1968 con la primavera di Praga il partito, ora guidato da Alexander Dubček, tenta di introdurre una liberalizzazione della vita politica, culturale ed economica per realizzare “un socialismo dal volto umano”, ma in agosto l'intervento militare sovietico mette fine al nuovo corso. Dubcek e i suoi collaboratori devono prima capitolare alle condizioni sovietiche (ripristino della censura, reintegrazione dei vecchi dirigenti, allontanamento degli intellettuali e degli uomini non graditi all'URSS) e sono quindi destituiti ed espulsi. Per altri vent'anni la Cecoslovacchia resta nell'ortodossia sovietica
Manifestazioni anti-comuniste hanno inizio dal 1988 a Bratislava, allargandosi quindi al resto del paese. La repressione della rivolta studentesca da parte della polizia porta alla formazione del Forum Civico, guidato dallo scrittore e dissidente Václav Havel, che ottenne il sostegno popolare di milioni di cechi e di slovacchi che formarono il Pubblico contro la violenza. Nella Rivoluzione di Velluto il partito comunista cecoslovacco accettò di condividere il potere. 
Havel fu eletto Presidente della Cecoslovacchia il 29 dicembre e fu formato un governo di coalizione, in cui il Partito Comunista ebbe la minoranza dei ministeri. Le prime elezioni libere dal 1946 in Cecoslovacchia si tennero nel 1990, senza incidenti, con la vittoria del Forum Civico e del Pubblico contro la violenza. 
Nel 1992 gli slovacchi chiesero maggiore autonomia bloccando il funzionamento del governo federale. Nelle elezioni del 1992, il Partito Democratico Civico di Václav Klaus vinse nelle terre ceche, con la proposta di una riforma economica. Nell'ultima metà dell'anno Klaus e Mečiar giunsero a un accordo secondo il quale le due repubbliche si sarebbero separate alla fine dell'anno.

## Repubblica Ceca indipendente
I membri del Parlamento della Cecoslovacchia, divisi lungo le linee nazionali, cooperarono per la formazione della legge di divisione. Nel gennaio del 1993 furono proclamate pacificamente e simultaneamente la Repubblica Ceca e la Slovacchia: entrambi i nuovi stati ottennero subito il riconoscimento degli Stati Uniti e dell'Unione Europea.

### Integrazione europea
La Repubblica Ceca ha aderito all'Unione Europea dal 1º maggio 2004.
Dei circa 55,21% degli aventi diritto di voto che hanno partecipato al referendum, hanno votato per l'adesione circa il 77,33%, pari al 42,7% circa di tutti gli aventi diritto al voto.
Queste le tappe percorse dalla Repubblica Ceca nel processo di integrazione europea:
| Data o periodo                 | Evento                                                                                    |
| ------------------------------ | ----------------------------------------------------------------------------------------- |
| 17 gennaio 1996                | Presenta la domanda di adesione.                                                          |
| 31 marzo 1998-13 dicembre 2002 | Si tengono i negoziati di adesione.                                                       |
| 19 febbraio 2003               | La Commissione europea approva la domanda di adesione presentata dalla Repubblica Ceca.   |
| 14 aprile 2003                 | Il Consiglio europeo approva l'adesione della Repubblica Ceca.                            |
| 16 aprile 2003                 | Ad Atene la Repubblica Ceca firma il Trattato di adesione.                                |
| 13 e 14 giugno 2003            | Mediante un referendum popolare i cechi approvano la ratifica del Trattato di adesione.   |
| 1º maggio 2004                 | La Repubblica Ceca entra a far parte dell'Unione europea secondo il Trattato di adesione. |
| 23 dicembre 2007               | La Repubblica Ceca aderisce agli Accordi di Schengen.                                     |
| 1º gennaio-30 giugno 2009      | La Repubblica Ceca ricopre la Presidenza di turno dell'Unione europea.                    |